# Chiritopsis repanda
Chiritopsis repanda är en tvåhjärtbladig växtart som beskrevs av Wen Tsai Wang. Chiritopsis repanda ingår i släktet Chiritopsis och familjen Gesneriaceae.

## Underarter
Arten delas in i följande underarter:
- C. r. guilinensis
- C. r. repanda